# ティム・ライト
ティム・ライト（Tim Wright、1952年 - 2013年8月4日）は、アメリカのミュージシャンである。
彼は、オハイオ州クリーブランドのバンド、ペル・ウブのオリジナル・ベーシストであり、彼らの初期のシングルに参加したが、フル・アルバムをレコーディングする前にバンドを脱退している。ライトはニューヨークに移り、そこでアート・リンゼイ率いるノー・ウェイヴ・バンドのDNAに参加し、1982年に解散するまでグループに在籍した。ライトはブライアン・イーノとデヴィッド・バーンによるアルバム『ブッシュ・オブ・ゴースツ』（1981年）にも貢献している。
ティモシー・ライトは1952年、オハイオ州クリーブランド生まれ。2013年8月4日に61歳で癌で亡くなった。